# Basilique Sainte-Hélène de Birkirkara
La basilique Sainte-Hélène (en maltais : Bażilika ta' Sant' Elena) est une basilique catholique située dans la ville de Birkirkara, à Malte.

## Historique
Construite en 1727 par l'architecte maltais Salvu Borg, l'église est élevée au rang de basilique mineure le 18 janvier 1950.

## Architecture
D'inspiration baroque, elle abrite 7 cloches dans le clocher.

## Intérieur
L'intérieur, blanc et doré, comporte un sol en marbre gris et blanc ainsi qu'un plafond recouverts de fresques.
Une statue en bois de sainte Hélène, réalisée en 1837 par Salvatore Psaila, est promenée dans la ville en période de fêtes.